# The National
I The National sono un gruppo musicale indie rock statunitense formatosi a Cincinnati e attivo dal 1999. La band è formata da Matt Berninger (voce), dai fratelli Aaron e Bryce Dessner (chitarra, pianoforte, tastiere) e dai fratelli Scott (basso) e Bryan Devendorf (percussioni).

## Storia

### Esordi eThe National(1991-2002)
Nel 1991 Matt Berninger e Scott Devendorf si incontrano all'Università di Cincinnati, che entrambi frequentano. In questa sede conoscono Mike Brewer, Casey Reas e Jeff Salem per formare la band garage Nancy (dal nome dalla mamma di Matt), che aspira a suonare come i Pavement. La band rimane unita per cinque anni, ma pubblica solo un album, intitolato Ruther 3429, per la Wife Records. Il gruppo si scioglie quando Matt, Scott, Jeff e Casey decidono di trasferirsi a Brooklyn.
Bryan Devendorf e i fratelli Dessner sono amici dall'infanzia e insieme hanno suonato in numerose band durante gli anni adolescenziali. Quando il loro ultimo gruppo, i Project Nim, si scioglie nel 1998, Bryan coinvolge i due fratelli nel nuovo gruppo che il fratello Scott stava formando insieme a Matt.
Quando nasce la band, nel 1999, viene chiamata The National. I loro membri continuano a lavorare nei giorni feriali, esibendosi regolarmente in concerti gratuiti la domenica sera al Luna Lounge sulla Ludlow Street di New York, venendo coinvolti nella cosiddetta dot-com boom di New York alla fine degli anni novanta.
Il loro primo album The National viene pubblicato nel 2001 dalla Brassland Records, un'etichetta discografica fondata dai componenti della band Aaron e Bryce Dessner, assieme al loro amico Alec Hanley Bemis. Nel recensire l'album, Jason MacNeil di No Depression scrisse "...I The National hanno creato pressappoco una dozzina di gemme, perfettamente intrise di Americana Bar, con il loro album di debutto. Dalle note di apertura di Beautiful Head, il delicato confine tra elegante pop roots-oriented e alt-country è stato percorso così deliberatamente e con una resa molto alta."

### Sad Songs for Dirty LoverseCherry Tree(2003–2004)
Il secondo album dei The National Sad Songs for Dirty Lovers, pubblicato nel 2003, costituisce la prima collaborazione della band con i produttori discografici Paul Heck e Peter Katis, che successivamente produrranno anche gli album Alligator e Boxer. Dopo la pubblicazione dell'album, il famoso DJ Bernard Lenoir invita la band a suonare per due volte nelle sue Black Sessions su France Inter. Riviste come Uncut e Chicago Tribune recensiscono positivamente il disco, definendolo come l'album dell'anno.
Nel 2004, il gruppo pubblica l'EP Cherry Tree, che include uno dei pezzi più celebri della band ovvero About Today (che sarà anni dopo incluso nella colonna sonora del film Warrior) così come All the Wine, che apparirà nel successivo album Alligator. La pubblicazione dell'EP riscuote notevoli successi tra cui un fortunato tour con i The Walkmen e un contratto con una nuova etichetta discografica, la Beggars Banquet Records (il progetto di sostenere una propria etichetta comincia a diventare "troppo complicato").

### Alligator(2005–2006)
Il primo album dei The National su Beggars Banquet, Alligator, viene pubblicato nell'aprile del 2005. Il disco viene acclamato della critica e comparve in cima alle classifiche di Los Angeles Times, Insound, Uncut e molte altre riviste del settore come album dell'anno. NME e Pitchfork classificano Alligator come uno dei migliori album degli anni 2000. L'album (che arriva a vendere oltre 200 000 copie nel mondo) dà alla band un incremento della propria notorietà con un aumento del pubblico ai concerti, come il tutto esaurito agli spettacoli del The Troubadour di Los Angeles e della Webster Hall di New York. Il tour si svolge assieme a Clap Your Hands Say Yeah ed Editors oltre alla partecipazione a numerosi festival, tra i quali il Pitchfork Music Festival del 2006, Reading and Leeds Festivals, Pukkelpop e altri.

### Boxer,A Skin, a NighteThe Virginia EP(2007–2009)
Il quarto album della band, Boxer, esce il 22 maggio 2007 e riceve grandi lodi della critica specializzata. Il disco (che vide il contributo di diversi artisti in qualità di ospiti, tra i quali Sufjan Stevens e Doveman) viene votato come secondo miglior album dell'anno da Stereogum.com e miglior album dell'anno da Paste Magazine. La canzone Slow Show, estratta dal disco, appare nelle serie televisive della NBC Chuck e Southland, così come nelle serie televisive della The CW One Tree Hill (quinta stagione). La canzone Fake Empire appare nella seconda stagione delle serie HBO Hung. La canzone Start a War appare nelle serie Defying Gravity, Brothers and Sisters, Dr. House, Parenthood e Friday Night Lights. Il 26 settembre 2007 la band si esibisce con Apartment Story al The Late Late Show con Craig Ferguson mentre nell'estate del 2008, assieme ai Modest Mouse, i The National aprono i concerti per i R.E.M. nel tour promozionale dell'album Accelerate. Quell'estate suonano anche in molti festival in Nord America e Europa, tra i quali Coachella, Roskilde, Sasquatch, Glastonbury, Haldern Pop, Rock Werchter, Optimus Alive!, Oxegen, Benicàssim, Lowlands, O2 Wireless, T in the Park, All Points West e Lollapalooza. Nel mentre Boxer viene incluso tra gli "album del decennio" da Pitchfork, Aquarium Drunkard, Paste e altri.
Nel maggio 2008, la band pubblica il loro primo documentario in versione integrale su DVD, intitolato A Skin, a Night. Il film, diretto dal regista Vincent Moon, documenta la vita della band durante le registrazioni di Boxer e i momenti precedenti al concerto al Koko di Londra. La collaborazione del gruppo con Moon era iniziata molto prima delle riprese di A Skin, a Night (il regista scoprì la band dopo la pubblicazione del loro primo album e divenne amico dei membri del gruppo dopo il concerto tenuto a La Guinguette Pirate di Parigi). Una delle foto di Moon compare proprio sulla copertina di Alligator. Assieme alla pubblicazione del DVD, è stato edito un CD contenente una raccolta di b-side e rarità, intitolato The Virginia EP.
Nei mesi estivi dell'anno, la band supporta la candidatura di Barack Obama alle elezioni presidenziali negli USA del 2008, disegnando e vendendo una t-shirt che ritrae l'immagine di Obama sopra le parole Mr. November, con duplice riferimento alla loro canzone contenuta nell'album Alligator e al mese delle elezioni presidenziali USA. L'intero ricavato viene devoluto alla campagna elettorale di Obama. Il 16 ottobre 2008, suonano a una manifestazione per Barack Obama alla Fountain Square nella loro città, Cincinnati, assieme ai The Breeders.
Il 3 febbraio 2009, il gruppo si esibisce in un concerto di beneficenza per la Tibet House di Philip Glass alla Carnegie Hall di New York mentre il 17 febbraio, prodotta da Aaron e Bryce Dessner, viene pubblicata la raccolta Dark Was The Night dalla 4AD, nuova etichetta discografica della band dopo che la Beggars Banquet venne incorporata dalla 4AD. L'album doppio, composto da 31 canzoni, ed edito a scopo di beneficenza per la Red Hot Organization (un'organizzazione internazionale dedicata alla lotta contro l'AIDS) contiene una nuova canzone, So Far Around the Bend, interpretata con Nico Muhly. Il disco include inoltre canzoni di band e artisti come Arcade Fire, Grizzly Bear, Beirut, David Byrne, Sufjan Stevens, Spoon, Dirty Projectors, Feist. Oltre un milione di dollari di incassi dalle vendite dell'album vengono devoluti alla Red Hot Organization. Il 3 maggio 2009 Aaron e Bryce Dessner curano inoltre l'organizzazione di un concerto per Dark Was The Night alla Radio City Music Hall di New York City. Tra gli artisti esibitisi, David Byrne, The Dirty Projectors, Feist e molti altri, che hanno contribuito alla raccolta.
Nello stesso anno il gruppo collaboracon la musicista St. Vincent, contribuendo alla reinterpretazione dei Crooked Fingers Sleep All Summer pubblicata nella raccolta Score! 20 Years of Merge Records: The Covers! (Merge Records). Il 6 maggio 2009 i The National suonano proprio So Far Around the Bend al Late Night with Jimmy Fallon mentre a settembre contribuiscono con un brano a Ciao My Shining Star: The Songs of Mark Mulcahy, album tributo a sostegno dell'ex frontman dei Polaris, vedovo della moglie. Il brano scelto è Ashamed of the Story I Told dei Polaris, tratto dal loro album Music from The Adventures of Pete & Pete.

### High Violet(2010–2012)
Il 10 marzo 2010, la band esegue Terrible Love, canzone d'apertura del nuovo album High Violet, al Late Night With Jimmy Fallon. Il 24 marzo successivo, viene pubblicato Bloodbuzz Ohio, primo singolo estratto dal disco, disponibile in download gratuito dal sito ufficiale. High Violet viene finalmente pubblicato l'11 maggio 2010 negli USA con lodi unanimi della critica, raggiungendo le vette delle classifiche mondiali (3º in USA, 3° in Canada, 5° nel Regno Unito e 3° in Portogallo), vendendo oltre 250 000 copie negli USA e 600 000 copie nel mondo. Il disco viene inoltre certificato disco d'oro nel Regno Unito, in Irlanda, Danimarca e Belgio.

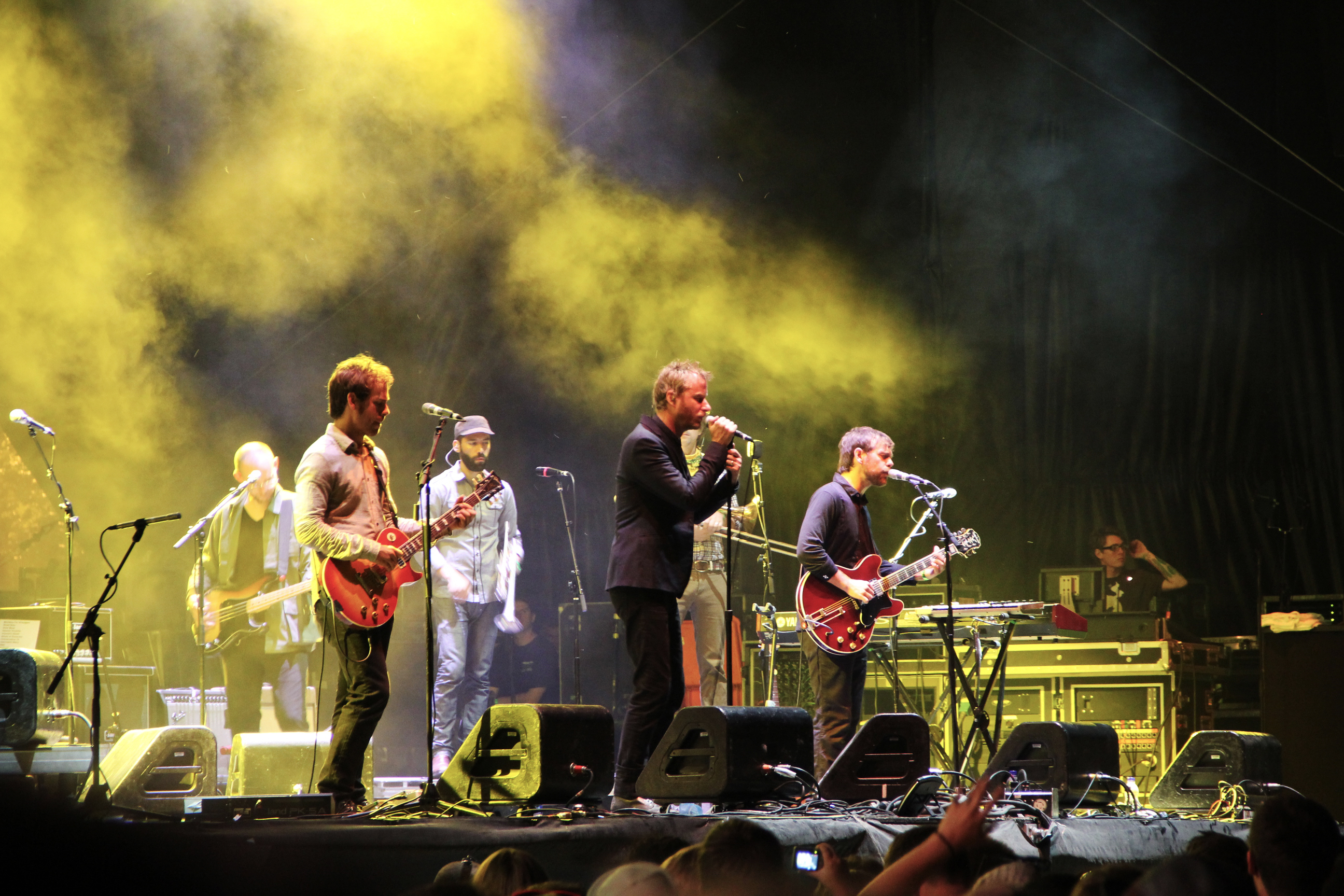
The National in concerto all'Osheaga Festival nel 2010

Il 13 maggio 2010, il quintetto appare al Late Show with David Letterman, eseguendo Afraid of Everyone mentre il 7 luglio successivo viene proposta una nuova, inedita canzone, intitolata You Were a Kindness al Tivoli di Utrecht nei Paesi Bassi. Il 25 ottobre, High Violet vince il Q Awards come "miglior album". Il premio viene consegnato al gruppo da Bernard Sumner dei Joy Division e New Order mentre l'anno successivo, la band riceve una nomination per il BRIT Award categoria "International Breakthrough Act" e una MTV Performing Woodie.
Il 9 marzo 2011, viene pubblicato il video musicale di Conversation 16, con la partecipazione di John Slattery e Kristen Schaal con James Urbaniak e due giorni dopo, Valve Corporation dà l'annuncio che i The National avrebbero contribuito con una canzone originale, intitolata Exile Vilify, al video game Portal 2. Il 12 aprile inoltre viene pubblicato il nuovo singolo, Think You Can Wait, tratto dalla colonna sonora del film Win Win.
Nel corso del 2011, la band è impegnata in un lungo tour in Nord America, Europa e Australia, suonando anche ai festival in Irlanda, Germania e Repubblica Ceca, capitalizzando il successo di High Violet. L'8 dicembre 2011 la band suona dal vivo a Q, il programma radio della CBC dove vengono eseguite due nuove canzoni per la prima volta: Rylan e I Need My Girl (entrambe appariranno nei successivi album I Am Easy To Find e Trouble Will Find Me). La terza canzone suonata in quell'occasione è Vanderlyle Crybaby Geeks con la partecipazione di Justin Vernon.
Nel 2012, i The National incidono la canzone The Rains of Castamere per la seconda stagione della serie Il Trono di Spade e registrano una cover di Thanksgiving Song dalla serie TV Bob's Burgers. Il 9 dicembre 2012, all'evento All Tomorrow's Parties a Camber Sands nel Regno Unito, la band esordisce con tre nuove canzoni intitolate I Should Live In Salt, Humiliation e Graceless. Inoltre la traccia Runaway viene inserita nella colonna sonora del film Warm Bodies.

### Trouble Will Find MeeMistaken for Strangers(2013–2017)
Il 21 maggio 2013, il sesto album della band viene pubblicato attraverso la 4AD. Il nuovo lavoro s'intitola Trouble Will Find Me ed esordisce alla posizione numero 3 della Billboard 200 e anche della Official Albums Chart. Il titolo del disco era stato annunciato il 25 febbraio precedente, mentre la tracklist e l'artwork nel mese di marzo. Inoltre viene diffuso il video del brano Demons, primo singolo dell'album, l'8 aprile. Sempre nel mese di aprile, avviene la prima proiezione del loro nuovo film, ossia Mistaken for Strangers, in occasione del Tribeca Film Festival a New York. Il film consiste in una serie di registrazioni effettuati durante il tour da Tom Berninger, fratello del cantante del gruppo.
La band trascorre l'estate suonando in diversi festival tra cui il The Boston Calling Music Festival a maggio, Bonnaroo a giugno, Bunbury Music Festival a Cincinnati, oltre a festival europei come il Roskilde Festival e Rock Werchter in luglio. Successivamente, il gruppo pubblica Lean, un nuovo brano per la colonna sonora di Hunger Games: La Ragazza Di Fuoco.
In una intervista del giugno 2014, Berninger riferisce che la band inizierà la scrittura e registrazione di un nuovo album dall'ottobre successivo. Il 2 aprile 2015, il gruppo pubblica il singolo Sunshine On My Back, canzone distribuita in download gratuito per chi noleggia o compra il documentario Mistaken For Strangers dal loro sito ufficiale. Il brano deriva dalle sessioni di registrazione di Trouble Will Find Me e vede la partecipazione di Sharon van Etten.
Il 16 ottobre 2015, la band esordisce con una nuova canzone intitolata Roman Candle (successivamente intitolata Walk It Back in Sleep Well Beast) al Troubadour di Los Angeles. In una intervista del novembre successivo, Berninger esprime il desiderio della band di suonare live alcune nuove canzoni prima di registrarle per il successivo disco: "Durante l'estate del 2016, faremo molti show con nuovi pezzi e poi registreremo il nuovo album dei The National".

### Sleep Well Beast, I Am Easy to Find(2017-2020)
Il 17 maggio 2017, esce il singolo The System Only Dreams In Total Darkness, dopo due giorni di teaser misteriosi sulle pagine social della band. Lo stesso giorno, viene annunciato che il nuovo album, intitolato Sleep Well Beast, ha come data di pubblicazione l'8 settembre successivo. Il 28 giugno esce il secondo singolo estratto dal disco, chiamato Guilty Party mentre il terzo singolo (Carin At The Liquor Store) esce l'8 agosto. Il 28 agosto viene pubblicato il brano Day I Die. Il 28 novembre, l'album riceve due nomination per i Grammy Awards: Miglior Album Alternative (dove la band vincerà il premio) e Miglior Packaging dell'album.
Durante il tour di promozione del disco, il gruppo suona nuovi pezzi (Quiet Light e So Far So Fast) durante una performance a Zagabria nel giugno del 2018. Sempre nel 2018 il gruppo realizza delle canzoni originali per il musical teatrale Cyrano, adattamento di un omonimo spettacolo teatrale del 1986.
Il 5 marzo 2019, in una intervista con Indie88 a Toronto, Aaron Dessner conferma che il nuovo album si sarebbe chiamato I Am Easy to Find, con il 17 maggio come data di pubblicazione. Esce inoltre il primo singolo You Had Your Soul with You. La band annuncia anche l'uscita di un cortometraggio diretto da Mike Mills interpretato da Alicia Vikander, la cui colonna sonora è composta da differenti arrangiamenti dei brani dell'ultimo album. il 4 aprile esce il secondo singolo e brano di chiusura del disco chiamato Light Years (accompagnato dal video musicale dove compare sempre Alicia Vikander) mentre il 1º maggio viene distribuito anche il terzo singolo Hairpin Turns, anch'esso insieme al relativo video musicale.
Il 23 agosto esce, in esclusiva sulla piattaforma Prime Video, il film concerto The National: I Am Easy to Find, Live From New York’s Beacon Theatre. Lo stesso giorno esce anche un EP dello stesso concerto, tenuto nell'aprile precedente. Il 29 novembre, il quintetto distribuisce, in esclusiva per il Black Friday del Record Store Day, un cofanetto composto da tre musicassette intitolato Juicy Sonic Magic contenente due concerti registrati nel settembre 2018 al Hearst Greek Theatre di Berkeley, California.

### First Two Pages of Frankenstein(2021-presente)
Nel 2021 viene annunciata una versione cinematografica del musical Cyrano, per la quale il gruppo è ancora una volta incaricato di comporre la colonna sonora. Nel 2022 riprendono la loro attività concertistica, iniziando a proporre alcune canzoni inedite durante gli spettacoli. Nell'agosto dello stesso anno pubblicano il singolo Weird Goodbyes, in collaborazione con Bon Iver e la London Contemporary Orchestra. Viene successivamente annunciato il nono album del gruppo First Two Pages of Frankenstein, la cui pubblicazione è attesa per l'aprile 2023. All'annuncio dell'album seguono l'annuncio di un ulteriore tour e la pubblicazione di altri singoli.

## Curiosità
Il nome del sito della band è americanmary.com come la quarta traccia del loro primo album. Alla domanda su come mai il gruppo non abbia mai cambiato dominio, Matt Berninger dice che "È tratto da una canzone del nostro primo disco. Non abbiamo mai pensato di cambiare il nome (del sito) altrimenti lo avremmo fatto".

## Stile musicale
Aaron e Bryce Dessner si occupano solitamente di scrivere e sviluppare la parte musicale su cui Matt Berninger costruisce i testi. A tal proposito, Matt dice che la melodia e la ritmica viene prima e solo in seguito arrivano le parole con cui compone i testi: "Non mi siedo mai a riempire un diario pieno di testi." Lo stile musicale del gruppo può essere paragonato a quello di band come Joy Division, Leonard Cohen, Interpol, Wilco, Depeche Mode e Nick Cave & The Bad Seeds. I testi delle loro canzoni vengono spesso descritti come "oscuri, malinconici e difficili da interpretare".

## Formazione
- Matt Berninger – voce
- Aaron Dessner – chitarra, basso, pianoforte, armonica, mandolino, cori
- Bryce Dessner – chitarra, pianoforte, cori
- Scott Devendorf – basso, chitarra, cori
- Bryan Devendorf – batteria, cori

## Discografia

### Album in studio
- 2001 – The National
- 2003 – Sad Songs for Dirty Lovers
- 2005 – Alligator
- 2007 – Boxer
- 2010 – High Violet
- 2013 – Trouble Will Find Me
- 2017 – Sleep Well Beast
- 2019 – I Am Easy to Find
- 2023 – First Two Pages of Frankenstein
- 2023 – Laugh Track

### Album dal vivo
- 2018 – Boxer (Live in Bruxelles)
- 2019 – Juicy Sonic Magic, Live in Berkeley, September 24-25, 2018
- 2024 -- Rome (Live in Rome)

### EP
- 2004 – Cherry Tree
- 2008 – The Virginia EP
- 2010 – iTunes Festival: London 2010
- 2017 – Live EP
- 2019 – Live from New York's Beacon Theatre